# Kato Patissia (metropolitana di Atene)
Kato Patissia (in greco: Σταθμός Κάτω Πατησίων) è una stazione della linea 1 della metropolitana di Atene.

## Storia
La stazione venne attivata il 12 febbraio 1956, come parte della tratta da Attikī ad Ano Patissia.